# بابونه‌ها (فیلم)
بابونه‌ها (چکی: Sedmikrásky) [که اسم صحیح آن گل‌های مینا است] یک فیلم کمدی-درام به کارگردانی ویه‌را خیتیلووا محصول سال ۱۹۶۶ سینمای چکسلواکی است که از آثار کلیدی موج نوی چکسلواکی به‌شمار می‌رود.
داستان دو دختر جوان (جیتکا سرهووا و ایوانا کاربانووا) هر دو به نام ماری را دنبال می‌کند که دست به شوخی‌های عجیب و غریب می‌زنند.
فیلم در نظرسنجی سال ۲۰۲۲ نشریه سایت‌اندساوند برای انتخاب بهترین فیلم‌های تاریخ سینما از نظر منتقدان در جایگاه بیست و هشتم قرار گرفت. در این فیلم هیچ شخصیت مردی بازی نکرده است و تمام بازیگران زن هستند.